# Rossija (linie lotnicze)

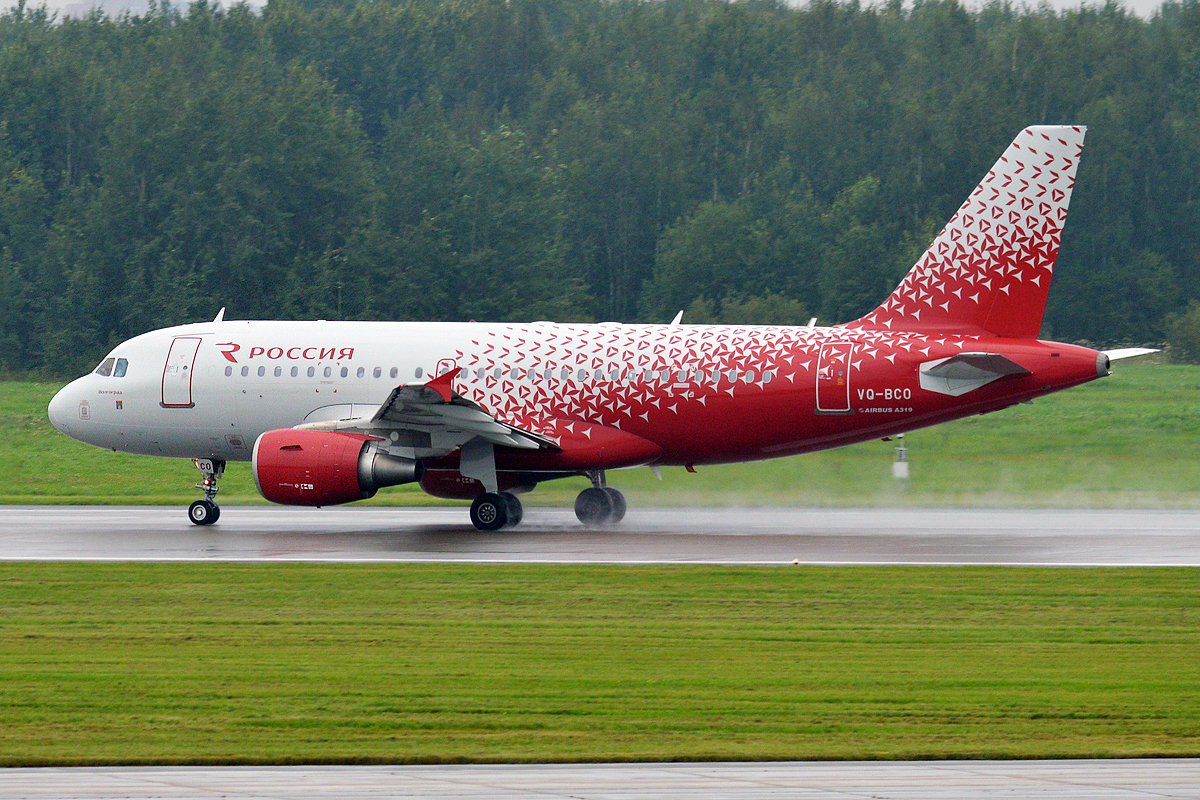
Airbus A319 linii Rossija

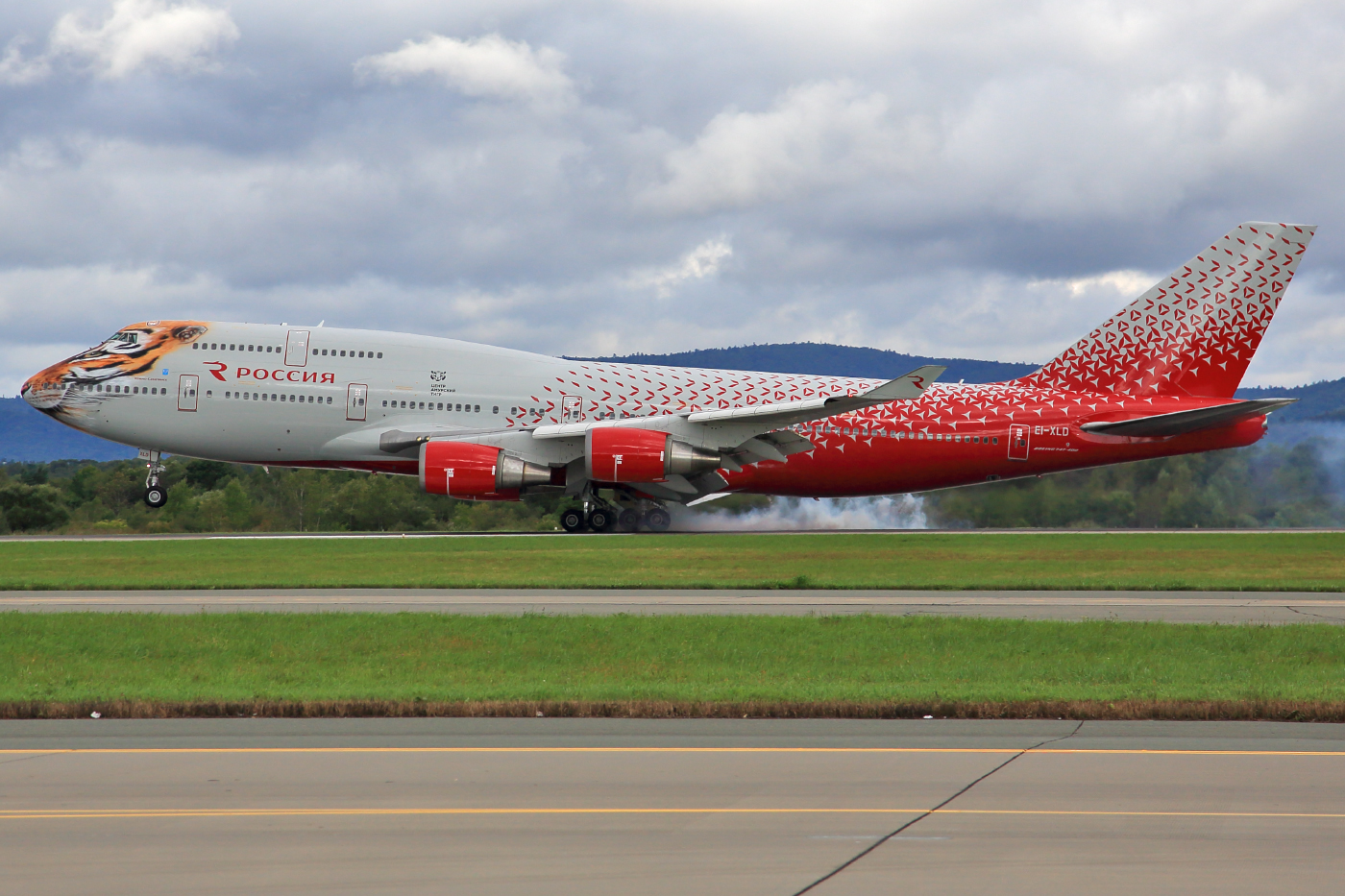
Boeing 747-400 linii Rossija w okolicznościowym malowaniu

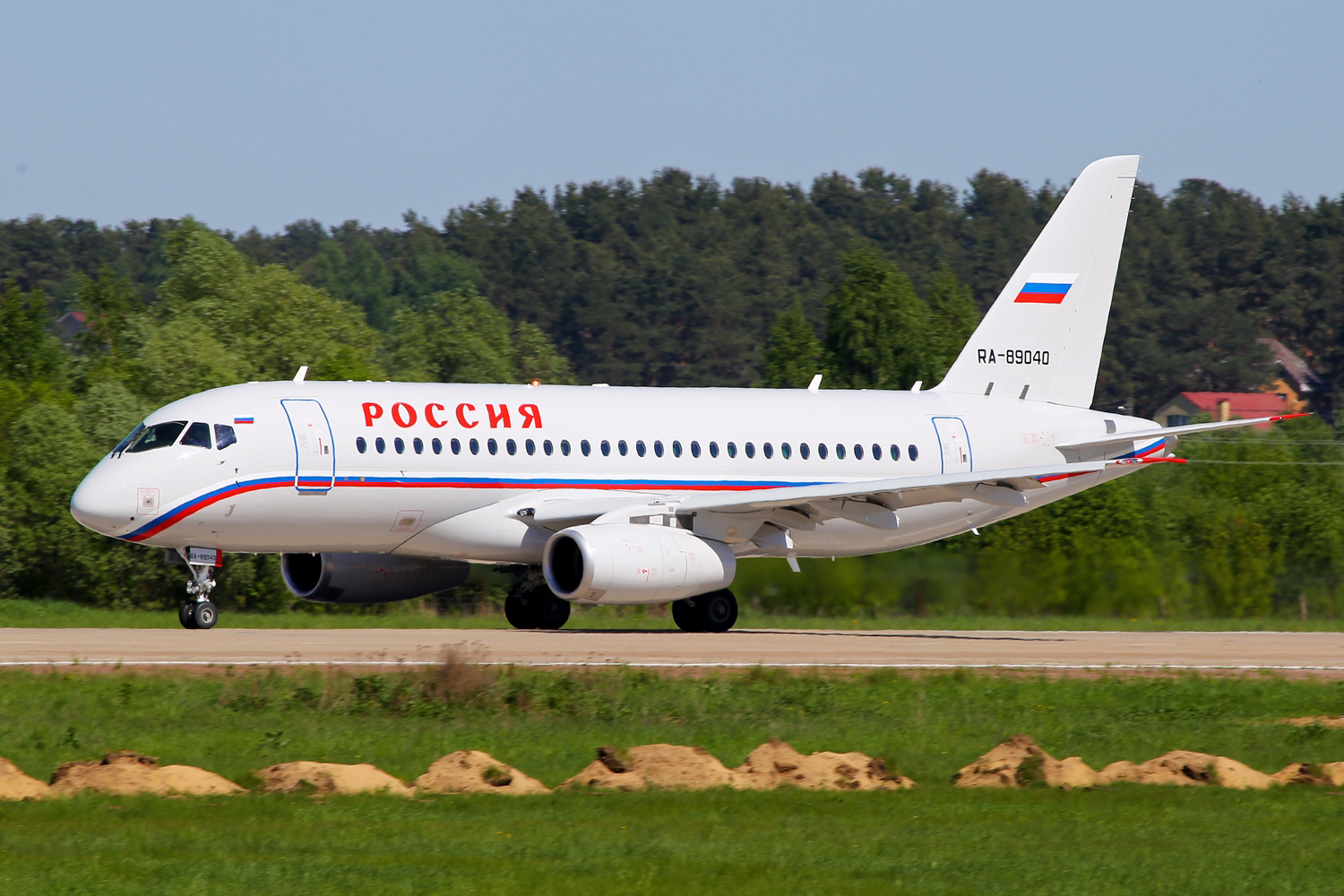
Suchoj SuperJet 100 w malowaniu floty rządowej linii Rossija

Rossija – rosyjskie linie lotnicze z siedzibą w Petersburgu. Obsługują połączenia do Afryki, Azji i Europy. Głównym hubem jest port lotniczy Petersburg-Pułkowo.

## Połączenia Codeshare
Linie Rossija oferują połączenia Codeshare z następującymi liniami lotniczymi:
| - Aerofłot (Skyteam) - Belavia |

## Flota
Według stanu na listopad 2024 flota Rossija składała się z 128 samolotów o średnim wieku 11,6 lat: